# Stora Lisjön, Östergötland
Stora Lisjön är en sjö i Finspångs kommun i Östergötland och ingår i Motala ströms huvudavrinningsområde.